# Daumensattelgelenk
Das Daumensattelgelenk (Articulatio carpometacarpalis pollicis, Karpometakarpalgelenk des Daumenstrahls) ist das Sattelgelenk zwischen dem großen Vieleckbein (Os trapezium) und dem ersten Mittelhandknochen. Da das Gelenk sattelförmige Gelenkflächen besitzt, kann es in zwei Achsen bewegt werden, wobei die Kombination dieser beiden Achsen eine Beweglichkeit ähnlich einem Kugelgelenk ermöglicht.
Das Daumensattelgelenk wird durch zahlreiche Bänder stabilisiert, deren Anzahl je nach Autor zwischen 5 und 16 angegeben wird. Strecker des Daumensattelgelenks sind der Musculus extensor pollicis longus, der Musculus extensor pollicis brevis, der Musculus abductor pollicis longus (zugleich Abduktor). Beuger sind der Musculus flexor pollicis longus, der Musculus flexor pollicis brevis, der Musculus abductor pollicis brevis (zugleich Abduktor), der Musculus adductor pollicis (zugleich Adduktor) und der Musculus opponens pollicis (zugleich Abduktor).
Eine Arthrose des Daumensattelgelenks wird als Rhizarthrose bezeichnet.